# Колгосп тварин

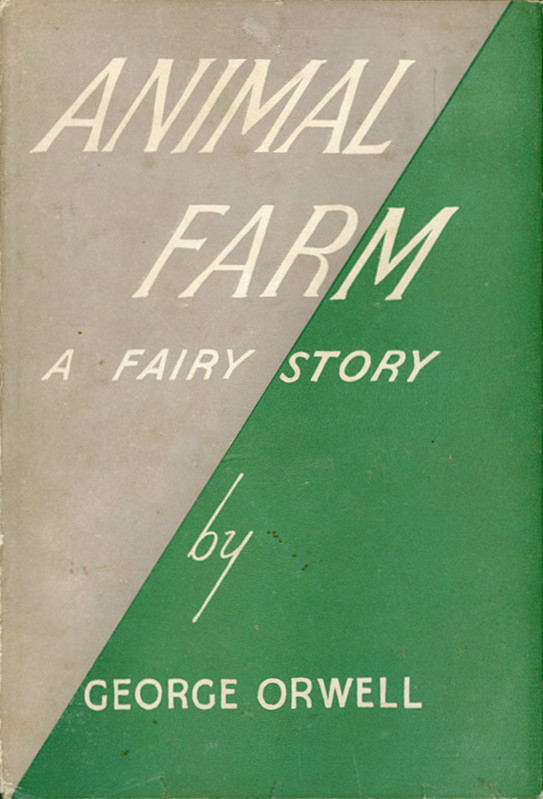
Обкладинка першого видання 1945 року.

«Колгосп тварин» (англ. «Animal Farm: A Fairy Story»), в інших перекладах українських видань також: «Ферма „Рай для тварин“», «Скотоферма», «Скотохутір», «Хутір тварин» — це казка про тварин, у формі сатиричної алегоричної повісті англійського журналіста і письменника Джорджа Орвелла, вперше опублікована в Англії 17 серпня 1945 року. У ній розповідається про групу антропоморфних сільськогосподарських тварин, яким набридло бути поневоленими людством, тому вони вигнали людей і самі стали керувати фермою. Вони повстали проти свого фермера, сподіваючись створити суспільство, де тварини будуть рівними, вільними та щасливими. Зрештою, всупереч тому, що уявляли більшість тварин, це закінчується антиутопічним суспільством. Їх життя стає гіршим, а не кращим.
У відносно короткому творі (близько 100 сторінок) проводиться паралель з диктатурою у Радянському Союзі, яка виникла у 1917—1922 роках. За словами Орвелла, «Колгосп тварин» відображає події, що призвели до російської революції 1917 року, а потім до сталінської епохи (1927—1953) в Радянському Союзі. До них належать також корупція, недалекоглядність, байдужість, неуцтво та терор. Орвелл, демократичний соціаліст і член Незалежної партії робітничого класу протягом багатьох років, був критиком Йосипа Сталіна та ворожим до керованого Москвою сталінізму, у відповідь на свої спостереження за комуністами-сталіністами під час громадянської війни в Іспанії в 1930-х роках, які критично сформували його досвід під час травневих конфліктів у Барселоні між POUM та сталінськими силами. Особисті враження Джорджа Орвелла від подій в Іспанії, а трохи пізніше знайомство з матеріалами і документами про політичні процеси в СРСР, змусили його різко змінити свої комуністичні погляди і розлучитися з ілюзіями, які тоді розділяла значна частина західних інтелектуалів. У листі до Івон Даве Орвелл описав «Колгосп тварин» як сатиричну повість проти Сталіна («un conte satirique contre Staline»), і у своєму есе «Чому я пишу» (1946) писав, що «Колгосп тварин» була першою книгою, в якій він намагався, з повною свідомістю того, що він робив, «злити політичну мету та мистецьку мету в одне ціле». Про свій досвід участі в громадянській війні в Іспанії Орвелл описав у розповіді «Салют Каталонії» (англ. "Homage to Catalonia").
Оруелл писав книгу між листопадом 1943 і лютим 1944 року під час Другої світової війни, коли Сполучене Королівство перебувало у воєнному союзі з Радянським Союзом проти нацистської Німеччини, а британська інтелігенція високо поважала Сталіна — явище, яке Орвелл ненавидів. У Орвелла були великі проблеми з її публікацією в той час. Спочатку рукопис було відхилено кількома британськими та американськими видавцями. Коли твір таки було опубліковано, книга стала великим комерційним успіхом, частково тому, що міжнародні відносини були трансформовані, коли альянс часів війни поступився місцем холодній війні.
Оригінальна назва була «Ферма тварин: казкова історія», але видавці Сполучених Штатів відмовилися від підзаголовку у виданні 1946 року. Інші варіації назви підзаголовків включають такі назви, як «Сатира» та «Сучасна сатира». Орвелл, обігруючи французьку назву Радянського Союзу Union des républiques socialistes soviétiques, запропонував для французького перекладу назву Union des républiques socialistes animales, яка скорочується до URSA, латинського слова «ведмідь».
Журнал Time обрав книгу одним із 100 найкращих англомовних романів (між 1923 і 2005 роками), під номером 31 у своєму списку найкращих романів 20 століття. Вона отримала ретроспективну премію Г'юго в 1996 році і включена до списку Великих книг Заходу. У «Рейтингу 100 найкращих книжок усіх часів» журналу Ньюсвік ця книга під номером 61. «Колгосп тварин» є у списках кращих фантастично-наукових та фантастичних книг усіх часів.
Хоча книга не була широко відома до кінця 1950-х років, зараз вона вважається класичною. Це одна з найпопулярніших сатиричних алегорій тоталітаризму.

## Зміст
Події розгортаються на фермі містера Джонса, де поголів'я тварин на чолі з свинями (які проголошують себе найрозумнішими з побратимів і природними лідерами перевороту) здіймають повстання. Після революції на цій фермі людей виганяють, і свині, які очолили революцію та розвинули доктрину анімалізму, поступово захоплюють ферму та встановлюють новий уряд без участі людини («щоб взяти свою долю в свої руки»). Двоє свиней, Наполеон і Сніжок, вступають у боротьбу за владу, кульмінацією якої є вигнання Сніжка. Життя на фермі стає все важчим і важчим для решти тварин. Свині накладають на них дедалі більше контролю, оскільки вони вимагають привілеїв для себе. Зрештою, від принципів анімалізму залишилося лише правило, що «всі тварини рівні, але деякі рівніші за інших». Кожен крок цього розвитку виправданий пропагандою. З групою злісних собак, як палицею за дверима, Наполеон пробиває собі дорогу та полегшує собі життя. В останній сцені книги свині ходять на двох ногах, і тварини сприймають свиней як людей і більше не можуть відрізнити їх.
У творі розкривається маніпулятивний характер революційних змін після 1917 року. Революція тварин пішла курсом усіх революцій — до тоталітаризму. Ідеали спотворюються і перетворюються на демагогію, суперники за владу нещадно усуваються, внутрішні вороги вигадуються для виправдання насильства, створюється соціальна номенклатура  — міжпрошарок, на який не діють загальноприйняті закони і який використовує владу для задоволення своїх особистих тваринних інстинктів, ведеться систематична дезінформація, будуються механізми маніпуляції мисленням, фальсифікується історія. Підміна цінностей блискуче виражена незрівнянним гаслом сьомої тваринної заповіді: «Усі тварини рівні, але деякі рівніші за інших». Зрештою результат трагічний, система приречена на поразку й крах. Сатирична антиутопія «Колгосп тварин» була спрямована безпосередньо проти сталінського режиму, але вона справедлива для будь-якої системи, де попираються особисті громадянські свободи. Книга стає мудрою, співчутливою, безжальною та повчальною байкою для 20-го століття.

### Анімалізм
Анімалізм є алегоричним віддзеркаленням Радянського Союзу, особливо між 1910-ми і 1940-ми роками, а також еволюцією того, як його практикували революціонери та уряд Росії. Цей термін ввів шановний Старий Свиня. Свині Сніжок, Наполеон і Пискун (Пищик) адаптують ідеї Старого Свині у формі так званої філософії, яку вони називають анімалізмом. Невдовзі Наполеон і Пищик починають потурати людським порокам і звичкам (випивка, сон у ліжку, торгівля). Пищику доручено змінити сім заповідей і легітимізувати цю гуманізацію, яка є оптимізацією комуністичної теорії радянським урядом, щоб зробити її реформою капіталізму, а не заміною йому.

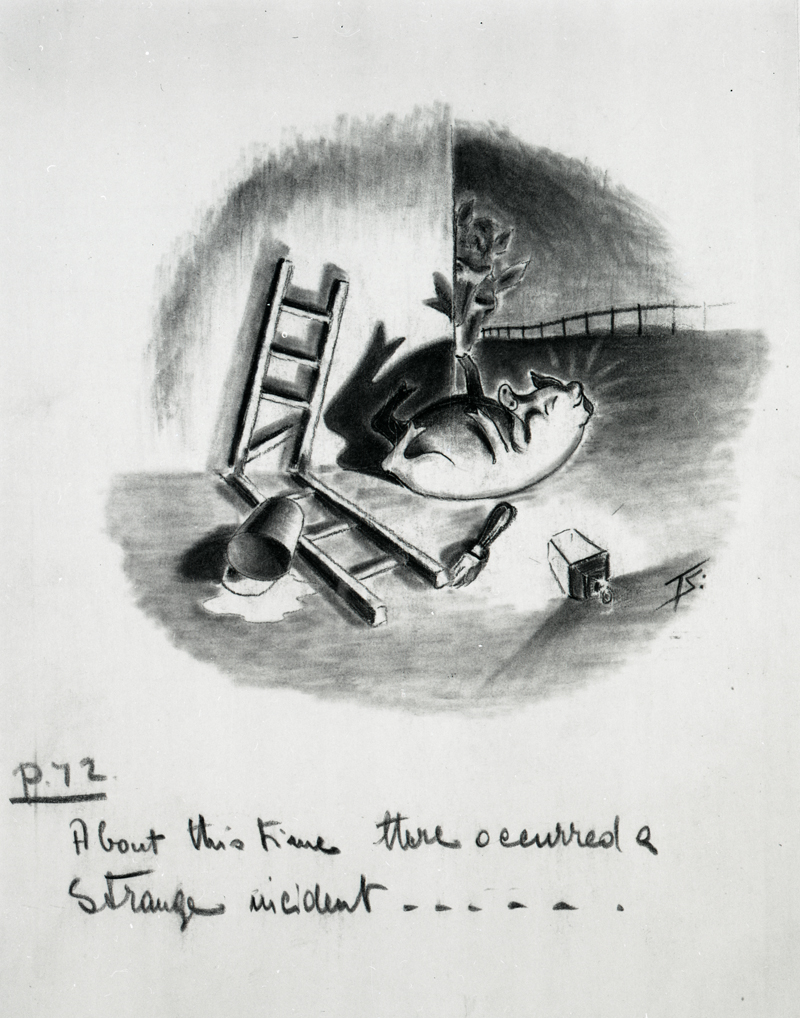
Пищик впав під час виправлення 5-ї заповіді біля підніжжя торцевої стіни великого сараю, де були написані Сім заповідей (розділ VIII) — попередня художня робота Нормана Петта та Дональда Фрімена для оформлення однойменного мультфільму 1950 року.

### Сім основних заповідей тваринництва
Тварини на фермі видають сім основних команд, алегорію семи смертних гріхів:
1. Хто ходить на двох ногах, той ворог.
2. Хто ходить рачки або має крила, той друг.
3. Тварини не носять одяг.
4. Тварини не сплять у ліжку (пізніше додано: із простирадлами).
5. Тварини не вживають алкоголь (додано пізніше: без міри).
6. Тварини не вбивають інших тварин (додано після: без причини).
7. Усі тварини рівні (пізніше додано: але деякі рівніші за інших).

Після вигнання людини та запровадження нового порядку на фермі логічно досягається щасливий кінець тварини.
Остання, сьома заповідь стає крилатою фразою роману. 1977 року Pink Floyd випустили свій альбом «Animals» за мотивами книги Оруелла.

## Значення та алегорія
Книга є алегорією про події після революції в Радянському Союзі, і зокрема про підйом сталінізму. Багатьох героїв книги можна ідентифікувати як історичних осіб: Майор — це Ленін; Наполеон — Йосип Сталін, а Сніжок — Лев Троцький. Пілкінгтон і Фред є некомуністичними силами. Оруелл робить це чітко у випадку з Наполеоном, якого він безпосередньо пов'язує зі Сталіним в одному зі своїх листів. Боксер, колись вірний тягловий кінь, зображує погано освічений і неосвічений пролетаріат. Боксером і ослом Бенджаміном маніпулюють переконливі аргументи свиней, але їм не вдається пожинати плоди «Революції». На думку деяких літературознавців, можна провести порівняння між Боксером і модельним робітником Олексієм Стахановим. У книзі також фігурують чотири свині, які виступають проти політики Наполеона. Пізніше ферму атакують фермери цього району на чолі з паном Джонсом.

## Персонажі та їх реальні копії
Персонажі з перекладу «Колгосп тварин» Івана Чернятинського (у дужках персонажі з перекладу "Ферма «Рай для тварин» Юрія Шевчука):

### Свині
- старий свин Майор. Старша свиня (12 років), яку поважають усі інші тварини на фермі, мріяла про революцію, яка мала настати, але не дожила її. Його персонаж є алегоричним поєднанням ранньої радянської нації, оскільки він окреслює принципи революції, Леніна, Карла Маркса і Фрідріха Енгельса. Він може представляти або Карла Маркса та Фрідріха Енгельса (описуючи ідеальне суспільство, яке можуть створити тварини, якщо люди зазнають поразки), які не дожили до втілення своїх ідеалів, або Володимира Леніна  — «батька» революції в Росії (виставляючи на пні його череп для всіх так само, як вони зробили із забальзамованим тілом Леніна). Слід зазначити, що могилу Карла Маркса, яка знаходиться на Хайгейтському кладовищі в Лондоні, прикрашає величезний бюст його зовнішності, що додає більше достовірності думці, що Старий Майор символізує Карла Маркса більше, ніж Леніна. Промова цього провісника революції починається з розповіді про дивний сон, у якому тварини злагоджено правили Англією. «Справжній час повстання не повідомляється; це може бути завтра або через кілька поколінь». Він порівнює людей з паразитами і вчить тварин революційній пісні «Звірі Англії». «Хіба не ясно, товариші, що все зло нашого життя походить від людської тиранії? [...] що майже весь продукт нашої праці крадуть люди? [...] Людина не служить інтересам жодної істоти, крім себе». Тварин також попереджають: «Пам’ятайте також, що, борючись з людиною, ми не повинні бути схожими на неї». Це останнє передбачення також виповниться в кінці новели.
- Наполеон — кнур, ватажок свиней. Свиня, яка стає лідером революції тварин на фермі. Єдиний беркширський кабан на фермі, не дуже балакучий, але має репутацію людини, яка добивається свого. Наполеон є опортуністичним і деспотичним диктатором. Його дії, здається, базуються на діях Йосипа Сталіна. Він використовує своїх солдатів (дев'ять собак у книзі), щоб зміцнити свою владу, вселяючи страх. У першій французькій версії роману «Колгосп тварин» Наполеон був перейменований на Сезаря. Він поступово збільшує свою силу, використовуючи цуценят, яких він забирає у їхніх батьків, собак Джессі та Дзвіночок, і навчає їх бути злими, формуючи свою таємну поліцію. Вигнавши Сніжка з ферми, Наполеон отримує більше влади, використовуючи фальшиву пропаганду, яку підтримує Пищик, а також погрози й залякування з боку собак, щоб тримати інших тварин під контролем. Крім усього іншого, він поступово змінює правила для власної вигоди.
- Пищик — кабан-годованець. Маленьке товсте біле порося, яке було «правою рукою» Наполеона та служить Наполеону як міністр пропаганди. Його позиція нагадує позицію В'ячеслава Молотова. Його персонаж надихнув В'ячеслав Молотов, Андрій Жданов, і радянська номенклатура та журналісти, такі як національна щоденна радянська газета «Правда». В одних версіях він знаний як Крикун, в інших як Султан. Він маніпулює мовою, щоб виправдати та прославити всі дії Наполеона. Пищик представляє сталінську пропаганду, яка використовувалася для виправдання його жахливих вчинків. Кабан живе в розкоші, керуючись власними інтересами, використовує демагогічні та заплутані промови, виправдовуючи таким чином потребу свиней у розкоші. Щоб виправдати привілей свиней, він пригрозив людям поверненням пана Джонса, колишнього власника ферми. Пищик використовує брехливу статистику, щоб переконати тварин, що життя стає краще. Багато тварин мають лише смутні спогади про часи до революції, але вони переконані.
- Сніжок — кнур. Суперник Наполеона і початковий голова ферми після повалення Джонса. Свиня, яка вступає в боротьбу за владу з Наполеоном. Сніжок — пристрасний інтелектуал і легко завойовує прихильність більшості тварин. Сніжок зафарбовував слова «Ферма “Садиба”» і написав «Ферма “Рай для тварин”». Йому довіряють більшість тварин, але Наполеон усунув його від керівництва. Його персонаж оснований на Леві Троцькому, російському лідеру Червоної армії, який піде в еміграцію за наступника Леніна — Сталіна, та буде вбитий у травні 1940 року. Сніжок винахідливо працює над тим, щоб все на фермі йшло гладко, і розробляє плани, як допомогти тваринам зрозуміти його бачення утопії рівності. Він пропагував залучення тварин до Комітетів: курей — в Комітет з виробництва яєць, для щурів та зайців — Комітет приручення диких побратимів, корів — у Лігу Чистих Хвостів, овець — до Руху Білішої Вовни, і вважав за найголовніше виховувати молодь, а не дорослих. Але Наполеон і його собаки виганяють Сніжка з ферми на хибній підставі, що він злий і розбещений і таємно саботував зусилля звірів по поліпшенню господарства.
- Мінім (Мінімус) — свиня-поет, яка пише другий і третій гімни «Колгоспу тварин» після заборони гімну «Звірі Англії». Мінімус представляє шанувальників Сталіна як всередині, так і за межами СРСР, таких як Максим Горький, Маяковський Володимир, Бернард Шоу, Ромен Роллан, Герберт Веллс, Лінкольн Стеффенс і ін. Представляє інтелектуала, який ставить свої здібності на службу пропаганді. Поетична свиня символізує крайнощі людської радості. Це про перевтілену свиню, котра визнає, усвідомлює свої здібності, що означає завжди переоцінювати себе і забуває свою жахливу зовнішність. Приклад свині як поета застерігає людей не прикидатися кращими, ніж вони є. Поетичність свиней є частиною «неправильного світу».
- свині, поросята. Ймовірно, відповідник дітям Наполеона та першому поколінню тварин, яким було прищеплено його бачення нерівності тварин. Вважаючись синами Наполеона, вони є першим поколінням тварин, яке погодилося з ідеєю нерівності між тваринами. Їх можна порівняти з поколінням, вихованим за режиму Леніна.
- повстанські свині. Чотири свині, які скаржаться на захоплення ферми Наполеоном, але швидко змушені замовкнути, а згодом страчені. Це базується на Великій чистці під час сталінського режиму. Персонажі засновані на чотирьох чоловіках Великої Чистки: Григорії Зінов'єві, Льву Каменєву, Миколі Бухаріну та Олексію Рикову.
- Рожеве око. Другорядне порося, згадане лише раз; пробує їжу Наполеона, щоб переконатися, що вона не отруєна; найнятий через чутки про замах на боса.

### Люди
- Містер Джонс — власник ферми «Садиба». Він є первісним власником ферми, що називається Садиба Хутір, — персонаж є алюзією на останнього царя Росії. Дуже схильний до алкоголю. Тварини вирішують повстати проти Джонса після того, як він настільки напився, що перестав давати їм їсти та пити. Це алегорія російського імператора Миколи II. Після Лютневої революції 1917 року Микола зрікся престолу, а 17 липня 1918 року більшовики вбили його.
- пані Джонс — його дружина. Джонс одружений, але його дружина не грає активної ролі в книзі. Вона, здається, живе з пияцтвом чоловіка, лягаючи спати, поки він п'є до пізньої ночі. Єдиний раз, коли вона з'являється, вона поспіхом кидає кілька речей у дорожню сумку і тікає, коли бачить, що тварини бунтують. Наприкінці книги «улюблена свиноматка» Наполеона вдягає свою стару недільну сукню.
- пан Фридрих (містер Фредерік) — жорстокий власник сусідньої ферми Дериполь. Власник процвітаючого хутора біля хутора Садиба Хутір; за мотивами Адольфа Гітлера. Він на короткий час вступає в союз з Наполеоном. Він купує в тварин дрова, але порушує угоду і вторгається на Ферму тварин, знищуючи вітряк у кровавому протистоянні. Подейкують, що він погано поводиться зі своїми тваринами, в тому числі кидає їх у плавильну піч. Він має представляти нацистську Німеччину. Події, що відбуваються у творі, відображають пакт Сталіна і Гітлера, підписаний у 1939 році, а також момент, коли між ними виникає конфлікт, що відповідає вторгненню нацистської Німеччини до Росії у 1941 році, відомому як операція "Барбаросса".[21]
- містер Пілкінгтон — власник ферми «Лисячий Гай». Невимушений і хитрий власник сусідньої ферми, де росте багато бур'янів.
- містер Вімпер — повірник, що проживає у Вілінгдоні з яким Наполеон почав торгівлю. Людина, найнята Наполеоном, щоб діяти як посередник між Фермою тварин і світом людей (людським суспільством). Щоб жодна тварина не спілкувалася з людьми, що, певно ж, і вкрай небажано, Наполеон оголосив, що цю тяжку повинність він візьме на себе. Наполеон вперше використав його для постачання необхідних предметів першої необхідності, які неможливо виробити на фермі, таких як собаче печиво та парафін. Однак пізніше він використовує його, щоб отримати свиням алкоголь та добувати предмети розкоші. Пищик, щоб заспокоїти тварин, запевняв усіх, що резолюція проти торгівлі й проти використання грошей ніколи не схвалювалася, і більш того навіть не пропонувалася, і що це все вигадка, що товаришам це наснилося, і запитував чи не мають ті такої резолюції десь на папері. Повірник повинен був навідуватися на ферму тварин щопонеділка вранці за вказівками. Вімпери — єдині люди, які можуть входити в Ферму тварин і виходити з неї. Але тварини його ненавидять. Ймовірним прототипом є Арманд Хаммер. Преса зі світу людей називала його «обраним капіталістом Леніна», він також був відомий своєю колекцією творів мистецтва та тісними зв’язками з Радянським Союзом.

### Коні
- Боксер — робочий кінь. Боксер — приклад робітничого класу: відданий і сильний. Він не дуже розумний і ніколи не добирається далі четвертої літери алфавіту. Головною його вадою була сліпа віра в лідерів і невміння розпізнавати корупцію. Боксера порівнюють з Олексієм Стахановим, старанним і ентузіастичним прикладом для наслідування стахановського руху. Він відіграв величезну роль у збереженні Ферми тварин разом. Боксер виконує більшу частину фізичної роботи на фермі, дотримуючись спрощеного переконання, що робота вирішить усі проблеми тварин. Він вважає, що всі проблеми можна вирішити, якщо він буде працювати якомога старанніше. Його філософія заснована на гідності праці. Боксер представляє трудоголічний міф про робітника: невтомного, скромного, чесного та важливого в будь-якій соціальній системі. Свині більше його використовують і зловживають, ніж пан Джонс. Він хоробро бореться під час битви за корівник, але починає хвилюватися, коли думає, що вбив конюха. Однак після поранення Боксера, Наполеон продає його вуличному торговцю. Його смерть допомагає показати, як далеко готові зайти свині — вони нібито відправляють його до ветеринара, але насправді його відправляють до шкуродера в обмін на ящик віскі. Навіть після його смерті улюблені гасла невтомного коня будуть цинічно використовуватися для контролю над іншими тваринами.
- Конюшина — кобила. Кращий друг Боксера. Ніжна і турботлива кобила, яка особливо піклується про Боксера. Вона вражена жорстокими подіями, які відбуваються далі в книзі, а також не схвалює політику Наполеона, хоча сама в цьому не зізнається. Конюшина може читати всі літери алфавіту, але не може «складати слова». Вона виявляє співчуття і доброту, та залишається джерелом сили та розради для пригноблених тварин. Представляє людей пролетаріату, які прийнятно терплять підрив принципів можновладцями.
- Моллі — кобила. Дуже марнославний кінь, який любить носити стрічки та їсти кубики цукру. Їй також подобається, коли її балують люди, на превелике розчарування інших тварин. Моллі егоїстична, самолюбна і марнославна молода біла кобила, яка невдовзі після повстання швидко переїжджає на іншу ферму як і ті, хто залишив Росію після падіння царя. Вона, ймовірно, представляє вищий клас, буржуазію, яка втекла з СРСР після російської революції. Деякі автори, як і Роза Гонсалес, стверджують, що це репрезентує тих, кого називали «білий рух», які підтримували режим царя Миколи II і які врешті залишили Росію в опозиції до революції.[21]

### Інші тварини
- Бенджамін — осел, близький друг Боксера. Бенджамін нічого не робить, щоб попередити інших тварин про зіпсованість свиней, яка, як він мовчки усвідомлює, поширюється все більше й більше. Коли він намагається попередити інших про долю Боксера, це є єдиним випадком, який може бути охарактеризовано ймовірним піклуванням про інших тварин. Найпоширеніший його вислів: «Життя буде продовжуватися, як і було, тобто погано». Його схильність до песимізму і самоприниження відповідає єврейській формі гумору. Осел Бенджамін, ймовірно, уособлює також пасивну до правди, песимістичну і цинічну частину населення царської Росії, яке вміло читати задовго до ліквідації неписьменності в СРСР. Ім'я Бенджамін (англ. Benjamin, див. Бен (ім'я)) — походить з давньоєврейського імені у значенні «син правої [руки]» (улюблений син). Персонаж, ймовірно, охоплює також Бенджаміна Гітлоу, одного із засновників Комуністичної партії США, і його дуже суперечливу політичну автобіографію «Я зізнаюся: правда про американський комунізм» написану в 1940 році[джерело?]. Наступне, друге, сенсаційне викриття американського комунізму було написане Гітлоу в 1948 році, після публікації "Колгоспу тварин", тож Орвелл зміг описати лише один випадок, який можна охарактеризувати як ймовірну турботу про інших.
- мисливські собаки (алегоричне втілення репресивних інститутів радянського режиму: НКВС, системи судочинства, Червона армія):[20]

- Квітка — собака
- Джессі — собака
- Пінчер — собака: Це ті, хто стримує тварин. Наполеон забирає їх після народження, щоб виховувати особисто, щоб вони служили йому потужною силою безпеки. (Пінчер вважається батьком, але це ніколи не було підтверджено).

- безіменні вівці. Їм не дають індивідуальних імен чи особистостей. Представляють пролетаріат. Ними маніпулюють свині, щоб підтримати Наполеона. Вони майже не здатні мислити, і все одно підтримують Наполеона. Вони демонструють обмежене розуміння анімалізму та політичної атмосфери ферми, але, попри це, вони є голосами сліпого конформізму, оскільки вони блеють своєю підтримкою ідеалів Наполеона джинглами під час його промов і зустрічей зі Сніжком. Їх привчають до гасла «чотири ноги добре, дві ноги погано», яке вони постійно викрикують. Їхнє постійне репетування «чотири ноги добре, дві ноги погано» використовувалося як засіб, щоб заглушити будь-яку опозицію або альтернативні погляди Сніжка, подібно до того, як Сталін використовував істеричні натовпи, щоб заглушити Троцького. Ближче до кінця книги Пищик (пропагандист) навчає овець змінювати своє гасло на «чотири ноги добре, дві ноги краще», що вони сумлінно й роблять. Наприкінці книги, коли свині починають ходити на двох ногах, тому вівці досі підтримують Наполеона, самі того не знаючи.
- Мойсей (Мосес) — приручений крук. Старий птах, який часто відвідує ферму, як правило, щоб розповісти про «гору цукрових кубиків». За його словами, всі тварини після смерті йдуть на цю гору, але тільки якщо вони багато працювали. Мойсей «особливий улюбленець містера Джонса, був шпигуном і оповідачем, але він також був розумним балакуном». Він представляє Церкву, яка діяла у згоді з царською владою, а також створювала ілюзії для робітників, щоб спонукати їх терпіти експлуатацію, згідно з баченням Маркса, який визначив релігії як «опіум для народу». Під час повстання тварин його вигнали, але пізніше в книзі йому дозволили повернутися, щоб переконати тварин працювати більше. Представляє релігію і особливо православну церкву в роки Другої світової війни. Спочатку слідуючи за місіс Джонс у вигнанні, він знову з'являється через кілька років і знову починає говорити, але не працювати. Він потішить мешканців Ферми тварин розповідями про дивовижне місце за хмарами під назвою «Цукрова Гора, щаслива країна, де ми, бідні тварини, назавжди спочинемо від своєї праці!». Орвелл зображує усталену релігію як «чорного ворона жрецтва — багатообіцяючий пиріг у небі, коли помреш, і вірно служить тому, хто опиняється при владі». Його проповідь тваринам підбадьорює їх, і Наполеон дозволяє Мойсеєві жити на фермі «з надбавкою зябра пива щодня». Це також демонструє спокійне ставлення Сталіна до Російської православної церкви під час Другої світової війни, оскільки церква була засобом збору коштів для російських військових зусиль. Ця церква, в її сьогоднішньому вигляді, була заснована Йосипом Сталіним, була під контролем радянської влади і виконувала завдання радянського уряду.[22][23] Так само з розпадом Радянського Союзу РПЦ активно використовувалася і використовується російською владою, є також політичною структурою, та, разом з своїми філіями, є неофіційною структурною частиною російської влади.[22]
- кішка (кіт). Єдина тварина, яка ніколи не працює і не цікавиться тим, що відбувається на фермі. Їй завжди все сходить з рук, тому що її виправдання настільки переконливі, і вона «муркотіла так ніжно, що неможливо було не повірити в її добрі наміри». Під час «голосування товаришів пацюків» кіт фактично голосує за обидві сторони. Зрештою вона залишає ферму, бо хоче уникнути конфлікту. Хоча під час захоплення ферми кіт несподівано зіскочив з даху на дояра, і запускав йому в шию пазурі. Демонструє неетичне, мовчазне відкидання нового порядку — не бажає працювати й зникає, коли постає небезпека.
- Мюріел — коза. Мудрий старий козел, який дружить з кожною твариною на фермі. Вона також одна з небагатьох тварин на фермі, які вміють читати.
- гуси. Без назви. Один гусак покінчив життя самогубством, з'ївши ягоди пасльону.
- кури. Першими повстали проти Наполеона, коли їхні яйця забрали свині. Це так звані «Кулаки». На початку революції курям пообіцяли, що вони збережуть свої яйця, які у них вкрали під керівництвом містера Джонса. Однак незабаром у них забирають яйця під припущенням, що вони купують товари за межами Ферми тварин. Кури одними з перших повстали проти Наполеона, хоч і безуспішно. Їх жорстоко придушують голодом. Наполеон «заборонив годувати курей і заявив, що кожного, хто дасть їм хоч зернятко, буде страчено. Пси стежили за неухильним виконанням цього наказу. Кури трималися п'ять днів, а тоді здалися й повернулися до своїх гнізд. За цей час здохло дев'ятеро курей».
- голуби. Без назви.
- корови. Їхнє молоко також вкрали свині. Корів заманюють на революцію обіцянками, що їхнє молоко не вкрадуть, а використають для вирощування телят. Потім їхнє молоко крадуть свині, які вчаться їх доїти. Молоко щодня вмішують у пюре для свиней, а іншим тваринам в такій розкоші відмовляють.

На фермі ще живуть дикі тварини. Сніжок робить спробу приборкати їх, але це майже відразу не вдається. Щури та кролики представляють «людей тіні» в Росії, таких як злодії та цигани.

## Сюжет

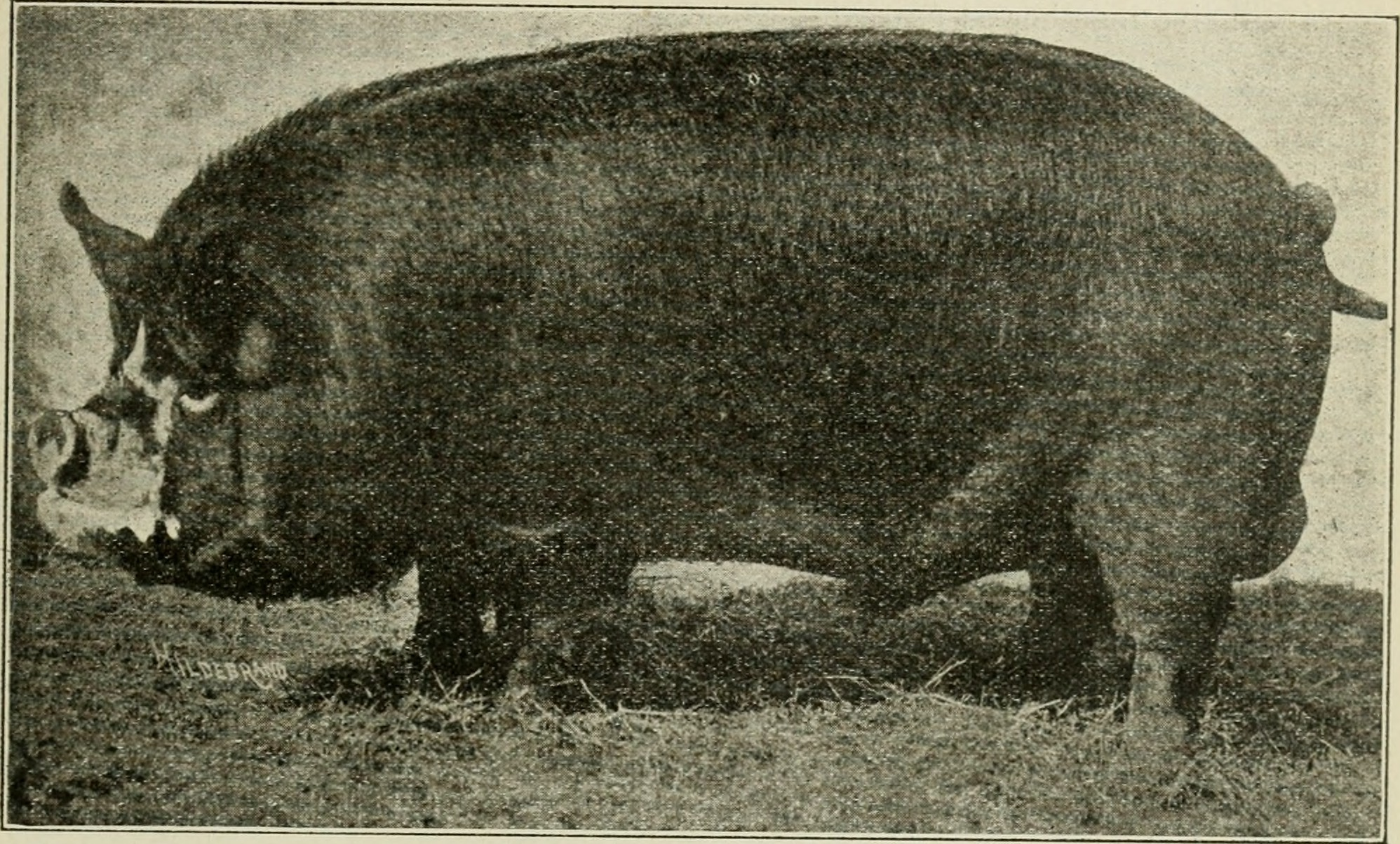
Беркширський кабан.

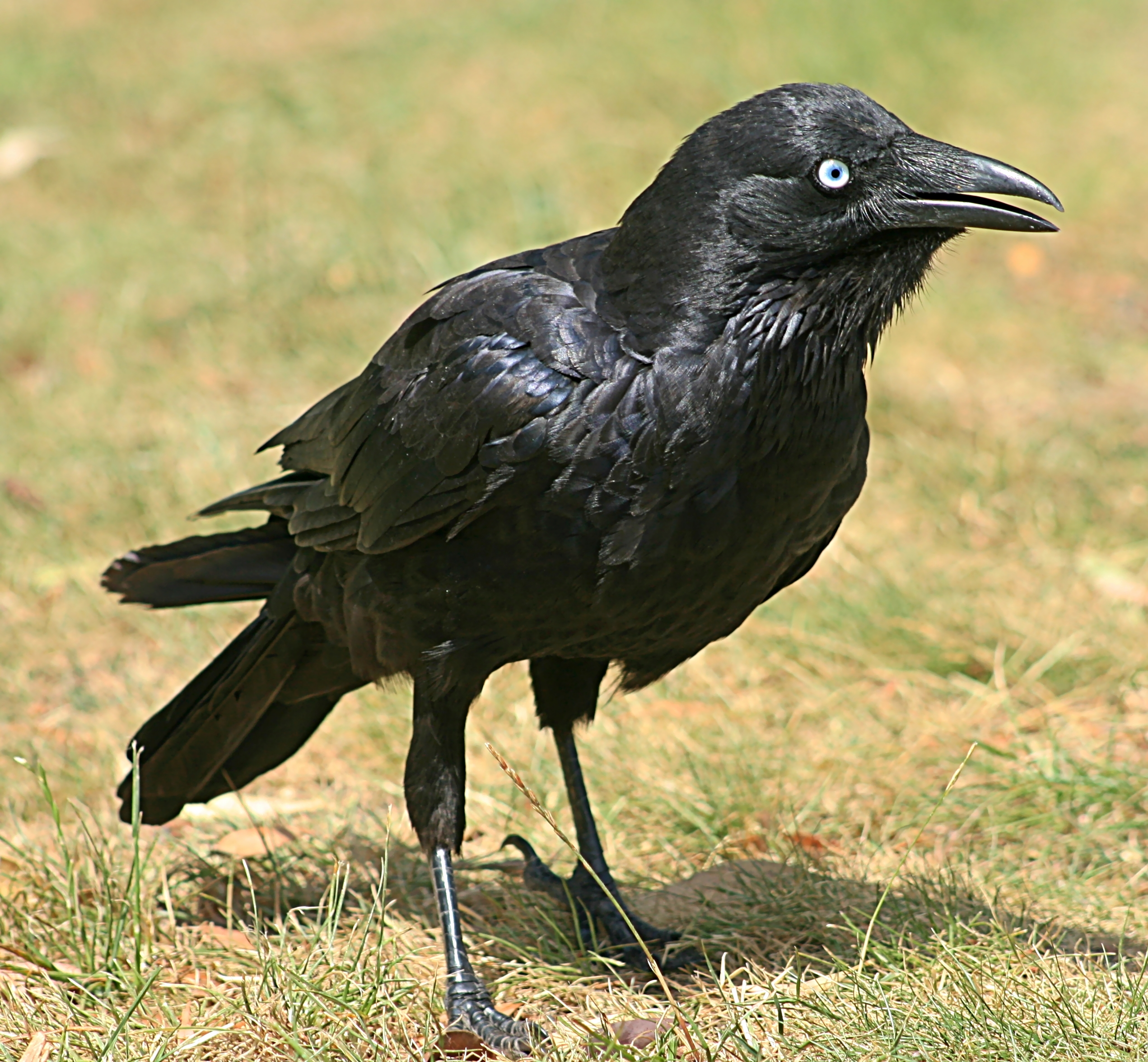
Мойсей (Мосес) у романі — чорна ручна ворона, яка спочатку слідує за місіс Джонс у вигнання, а потім знову з'являється через кілька років, щоб повернутися до своєї звичайної ролі.

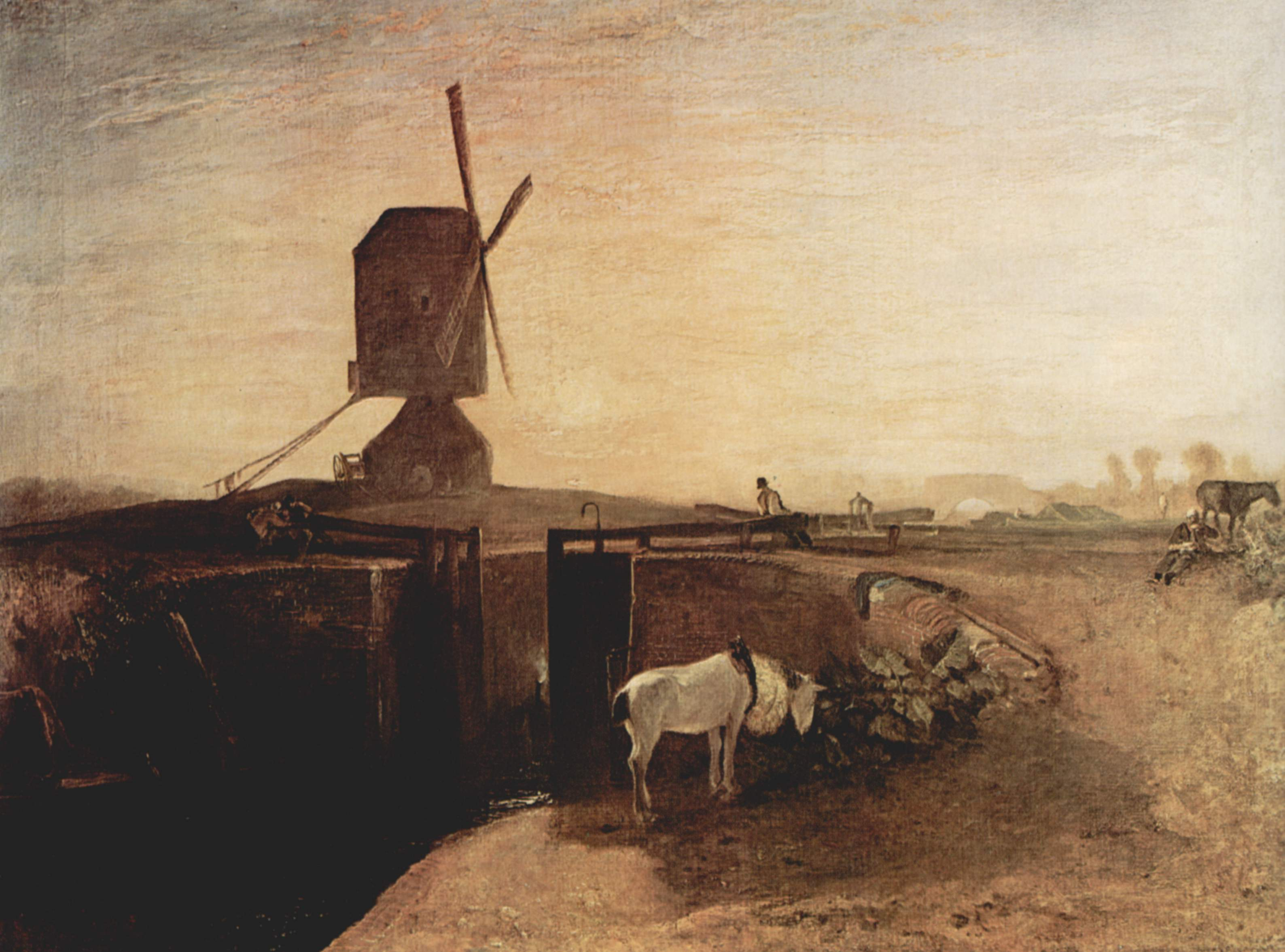
Вітряк і кінь. Картина англійського художника Вільяма Тернера.
(Полотно, олія. 1810)

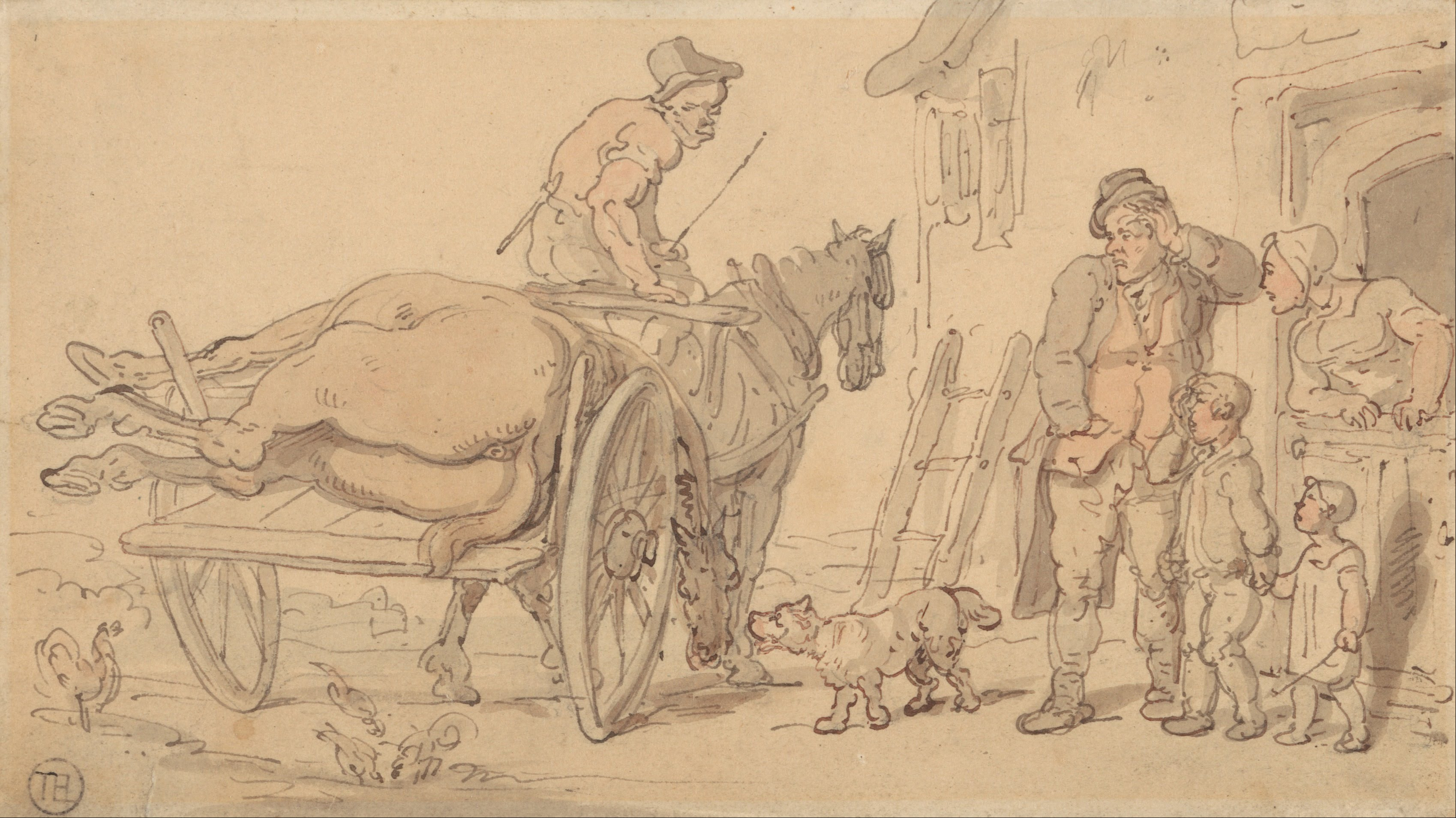
Мертвий кінь на візку шкуродера.
Картина XIX століття англійського ілюстратора Томаса Роулендсона «Мертвий кінь на підводі», акварель.

|                                                      | «Та сталось так, що Бунт завершено значно раніш та з меншим зусиллям, ніж хтонебудь передбачав. У минулі роки п. Джонс, хоч і твердої руки пан, був здібний фермер, але в останній час прийшли на нього лихі дні. Дуже підкосила його втрата грошей у наслідок якогось позву і він почав пити над міру. Бувало, нераз цілими днями, простягнувшись у фотелі, він читав часописи, попивав собі та принагідно годував Мойсея шкірками від хліба, розмоченими в пиві. Наймити його були ліниві та нечесні, поля заросли бур'яном, на будинках здалося б відновити покрівлю, живоплоти росли запущені, а тваринам не доставало паші. Надійшов червень. Трава вже тільки — тільки чекала косовиці. За день до Івана Купала, було це в суботу, п. Джонс подався у Вілінгдон і так упився під Червоним Левом, що повернув аж у неділю в полудень. Наймити видоїли корів уранці та пішли полювати на кріликів, не подбавши нагодувати тварин. П. Джонс повернувся додому і зразу ліг спати на канапі у вітальні, закривши лице «Новинами Світу»; тим-то, коли повечоріло, тварини все ще були ненагодовані». |
| — уривок з повісті Джорджа Орвелла «Колгосп тварин». | |

На погано керованій фермі містера Джонса, через недбалість з боку безвідповідального фермера-алкоголіка, поголів'я тварин планує збори. Коли власник «ферми Садиба» ліг спати, тварини заздалегідь домовившись, зібралися у великому сараї щоб послухати старого свина на ім'я Майор. Ввечері екзальтований Старий кабан проводить конференцію, на якій закликає до повалення людей і навчає тварин революційній пісні під назвою «Звірі Англії». Через кілька днів він помирає. Тварини на чолі зі свинями Наполеоном, Сніжком та Пищиком готуються до повстання. Якось Джонс забуває нагодувати тварин, і це стає причиною повстання. Тварини виганяють його, і вся влада на фермі переходить до свиней, які перші оволоділи грамотою і тому були визнані найрозумнішими тваринами. Власність «Ферма Садиба» перейменовують на «Колгосп тварин». Вони проголошують сім заповідей тваринництва, яких усі мають дотримуватися. Найважливіша з заповідей: «Усі тварини рівні». З одного боку сараю великими літерами написано указ. Сніжок вчить тварин читати і писати, а Наполеон виховує маленьких цуценят на принципах анімалізму. Одностайним рішенням також було запровадити військову відзнаку «Тварина-Герой І ступеня», — стара кінська бляшка від збруї, якою одразу ж нагородили Сніжка й Боксера, а медаллю «Тварина-Герой II ступеня» посмертно нагородили полеглу вівцю. На згадку про початок «Колгоспу тварин» Сніжок із зеленої скатертини створив прапор, намалювавши схрещені біле копито та ріг. Зелений колір символізував зелені луки, копито та ріг означали Республіку Тварин після остаточної перемоги над людством. На оновленій фермі тварини вважають себе вільними та щасливими, попри те, що їм доводиться працювати від світанку до темряви. Особливі трудові якості показує старий кінь Боксер, який працює за трьох. Їжі вдосталь, і господарство працює без проблем. Свині підносяться до лідерських позицій і виділяють собі спеціальні харчові продукти, нібито для свого здоров'я, а не через егоїзм, — бо багатьом свиням молоко і яблука не до вподоби, і вони вимушені це пити і їсти оскільки багато працюють розумово в керуванні та організації роботи ферми, а ще щоб містер Джонс ніколи не повернувся. Після невдалої спроби містера Джонса та його товаришів повернути ферму у жовтні (пізніше її охрестили «Битвою за корівник»), Сніжок оголошує про свої плани модернізувати ферму, побудувавши вітряк. Наполеон заперечує цю ідею, і справа досягає кульмінації, яка завершується тим, що собаки Наполеона виганяють Сніжка, і Наполеон фактично проголошує себе верховним головнокомандувачем.
На одному зі зборів Наполеон захоплює одноосібну владу на фермі, натравивши на Сніжка дев'ять величезних псів, яких він виростив, сховавши коли вони були ще цуциками. Сніжку вдалося втекти (за чутками він ховається на сусідній фермі), відтоді його ніхто не бачив. Пищик стає першим помічником Наполеона. Метою тварин стає будівництво вітряка. План будівництва розробив Сніжок, але після його вигнання Наполеон привласнив план собі, а Сніжка оголосив зрадником. Через молодого свиняка на ім'я Пищик Наполеон приписує собі ідею вітряка, стверджуючи, що Сніжок лише намагався залучити тварин на свій бік. Тварини працюють ще більше під обіцянки легше жити з вітряком.
Людські істоти збиралися по пивничках і на діаграмах доводили один одному, що ферма зазнає краху, що вітряк мусить розвалитися, або якщо й стоятиме, то нізащо не запрацює.
Тварини щасливі, бо працюють не для збіговиська людей, а заради власного блага й блага наступних поколінь. Згодом Наполеон повідомляє, що працювати треба більше — ще й у неділю, і що ця робота добровільна, але тим, хто відмовиться, вдвічі зменшать пайку. Боксер на будівництві серйозно підриває здоров'я. Якось уночі практично побудований млин обвалюється через ураган, бо він мав занадто тонкі стіни. Наполеон оголошує обвалення диверсією Сніжка, що втік, і заочно засуджує його до смерті. Наполеон і Пищик переконують тварин, що Сніжок намагається зірвати їхній проєкт, і починають чистку тваринницької ферми, яку він звинувачує у зв'язку зі своїм давнім суперником. Коли деякі тварини згадують битву під корівником, Наполеон (якого ніде не було під час битви) поступово бруднить Сніжка до такої міри, що він є співробітником містера Джонса, і навіть відкидаючи той факт, що Сніжок був нагороджений за хоробрість, Наполеон фальшиво представляє себе головним героєм битви. За наказом Наполеона собаками страчено кілька тварин (зокрема четверо поросят, які протестували проти скасування Наполеоном недільних ансамблей) та птахів за звинуваченням у таємному зв'язку зі Сніжком. Три курки, які раніше заводили невдалий яєчний бунт, розповіли, що Сніжок являвся їм уві сні і підбивав чинити непослух вождеві. Вони теж були роздерті псами. Поступово, одну за одною, Наполеон виправляв, а потім зовсім скасував усі заповіді, крім однієї, останньої і найголовнішої. Однак і ця заповідь не залишилася незмінною і набула наступного вигляду: «Усі тварини рівні, але деякі рівніші за інших». Життя на фермі проходить під контролем Наполеона та наближених до нього свиней, які приймають усі рішення у Колгоспі тварин, оскільки Наполеон зробив зміни в структуру управління фермою, замінюючи збори комітетом свиней, які керуватимуть фермою. Відтепер всі питання життєдіяльності ферми розглядатиме спеціальний Комітет свиней і повідомлятиме про свої рішення, які є обов'язковими для виконання. На чолі Комітету стає Наполеон. Потім Наполеон проводить другу чистку, під час якої багато тварин, які нібито допомагали Сніжку в змовах, були страчені собаками Наполеона. Якщо тварини починають сумніватися, Пищик переконує їх, що все гаразд. Власник сусідньої ферми, містер Фредерік, атакує ферму, використовуючи фуганський порох, щоб підірвати відновлений вітряк та намагається захопити Колгосп Тварин, але його спроба закінчується провалом. Попри те, що тварини виграють битву, вони роблять це дорогою ціною, оскільки багато хто, у тому числі робочий кінь Боксер, поранені. Тварини прогнали нападників, і коли нападники тікали аж до поля і продиралися крізь колючий живопліт, тварини наздогнали і вгамселили їм останнього копняка. У бою Боксер отримує поранення у ногу. Навіть Наполеону, який керував атакою з тилу, кулею відірвало кінчик хвостика. Млин підривають, і Наполеон видає наказ відновити його. Пищик пояснює тваринам, що це завдяки товаришу Наполеону здобуто перемогу і відвойовано свою землю. Наполеоном запроваджено нову відзнаку — Орден Зеленого Прапора, якою себе і нагородив. Хоча Боксер оговтувався після поранення, він зрештою впав під час роботи на вітряку (на той момент йому було майже 12 років). Коня Боксера, який не дожив до пенсії (коли, зрештою, він би мав час і для навчання та інтелектуального розвитку, і зміг би пастися в закутку великого пасовиська), і вже не може працювати, під виглядом «швидкої допомоги» відвозять на миловарню. Його забирає фургон шкуродера і осел на ім'я Бенджамін попереджає тварин про це, але Пищик швидко відмахується від їхньої тривоги, переконуючи тварин, що фургон був придбаний у тваринника лікарнею для тварин і що вивіска попереднього власника не була перефарбована. Пищику вдається переконати тварин, що героя праці та повстання відвезли до лікарні, де йому буде краще, ніж на фермі. Згодом Пищик повідомляє про смерть героя Колгоспу Тварин й наступного дня вшановує його святом. Однак Наполеон організував продаж «Боксера» шкуродеру, що дозволило йому та його найближчому оточенню придбати гроші, щоб купити собі віскі. Виручені за Боксера гроші свині пропивають. Наполеон велить придбати брошури з броварної справи і засіювати ячменем вигін для тварин-пенсіонерів. В цей же час трапилася пригода з Пищиком, який упав з драбини, коли вночі мав працю виправляти на стіні хліву Сім Заповідей.
Тварини починають офіційно казати на Наполеона «Наш вождь, товариш Наполеон», свині полюбляють видумувати різні епітети «Батько всіх тварин», «Пострах людства», «Оборонець вівчарні», «Друг каченят», Пищик зі сльозами говорить про мудрість Наполеона, чулість його серця та глибоку любов до тварин у всьому світі, особливо до нещасних тварин, які досі живуть у темряві та неволі на інших хуторах. Звичним стає приписування Наполеону кожного успіху і кожної усмішки долі, а завершений вітряк називатиметься Вітряком імені Наполеона.
|  | «Під проводом нашого вождя, товариша Наполеона, я за шість днів знесла п'ять яєць». «Яка смачнюща ця вода! А все завдяки мудрому керівництву товариша Наполеона!». |

Минають роки, вітряк перебудовують і будують ще один, що приносить фермі непоганий дохід. Однак ідеали, які обговорював Сніжок, включаючи стійла з електричним освітленням, опаленням і проточною водою, забуті, а Наполеон стверджував, що найщасливіші тварини живуть простим життям. Сніжок був забутий разом із Боксером, за «винятком небагатьох, хто його знав». Через кілька років практично не залишається тварин, які пам'ятали б часи до повстання. Багато тварин, які брали участь у повстанні, мертві або старі. Також Пищик, за допомогою бекання овець, щодня переконує тварин, що життя на фермі стає все кращим і кращим. Тепер також відомо, що пан Джонс помер, — він «помер у будинку для нетверезих в іншій частині країни». У той же час свині переселяються в спорожнілий будинок Джонса, одягають його одяг, п'ють його вино, грають у карти з людьми — господарями інших ферм. Свині починають нагадувати людей, оскільки вони ходять прямо, носять батоги, вживають алкоголь і носять одяг. Свині передплатили собі журнали «Лагоминка», «Джон Булль», придбали собі радіоприймач і вже домовлялися про телефон. Свині їдять на кухні, використовують вітальню для відпочинку і сплять у ліжках. Тварини невиразно пригадують, що нібито колись про це приймалося рішення. Пищик знову переконує, що такого ніколи не було і не могло бути, та й вкрай необхідно, щоб свині, цей мозок ферми, мали тиху місцину для напруженої роботи, і що для гідності вождя більш підходить будинок, а не свинарник. Конюшинка не може пригадати, щоб у Четвертій Заповіді йшлося про простирадла. Згадується нехтування Боксера його звичним «Наполеон завжди правий». Пищик підтверджує, що свині тепер сплять у ліжках, і що не існувало якогось застереження проти ліжок, адже ліжко це всього-на-всього місце для спання, як і оберемок соломи в стійлі — це теж, власне, ліжко. А застереження було проти простирадел, бо це винахід людини. Тому свині прибрали простирадла з ліжок і сплять лише під ковдрами. Старші тварини намагалися пригадати, коли їм жилося краще — зараз, чи в часи містера Джонса. Пищик цифрами переконував, що насправді життя дедалі покращується. Старий Бенджамін твердив, що голод, нужда і злигодні є незмінними супутниками тваринного життя. Ніхто з тварин не занепадав духом. Сім заповідей скорочені лише однією фразою: «Усі тварини рівні, але деякі тварини рівніші за інших». Максима «Чотири ноги добре, дві ноги погано» так само змінюється на «Чотири ноги добре, дві ноги краще». Інші зміни включають заміну прапора з Копитом і Рогом простим зеленим прапором і перепохованням черепа Старого майора, який раніше виставлявся на виставці.
Закінчується повість сваркою і примиренням людей і свиней, за якими спостерігає віслюк Бенджамін, підсліпувата коняка Конюшина і кілька інших тварин: тварини, що були ззовні, переводили погляд зі свиней на людину, та з людини на свиню, але вже неможливо було визначити, хто є хто. Наполеон влаштовує вечерю для свиней і місцевих фермерів, з якими святкує новий союз. Він скасовує практику революційних традицій і повертає назву «Панський Хутір». На спільному бенкеті фермери і свині погоджуються з думкою, що між свинями і людьми не повинно бути конфліктів, адже методи і труднощі в них спільні. Люди та свині починають грати в карти, підлещуються та вихваляють один одного, обманюючи під час гри. Містер Пілкінгтон, звертаючись до свиней, зауважує: «Якщо у вас є нижчі тварини, з якими ви ворогуєте, то й у нас є свої нижчі люди». І Наполеон, і містер Пілкінгтон, один із фермерів, одночасно грають Піковим тузом, і обидві сторони починають голосну боротьбу за те, хто з них зрадив першим. Коли тварини ззовні дивляться на свиней і людей, вони більше не можуть відрізнити їх.

## Натяки на історію, географію та науку
- Планований Сніжком Вітряк можна вважати символом радянських п’ятирічних планів, концепції, розробленої Троцьким і прийнятої Сталіним.
- Девіз Боксера «Наполеон завжди правий» разюче схожий на «Муссоліні завжди правий», який використовувався для привітання Беніто Муссоліні під час його правління Італією з 1922 по 1943 роки.
- Остання відчайдушна спроба містера Джонса повернути ферму (Битва під корівником) аналогічна громадянській війні в Росії, під час якої західні капіталістичні уряди послали солдатів, щоб спробувати усунути більшовиків від влади. Тринадцять іноземних держав втрутилися проти Червоної армії.
- Обмін Боксера на віскі. У 1930-х роках Арманд Гаммер, улюблений капіталіст Леніна, продав більшість картин і зайнявся, виробництвом віскі.
- «Яблука і молоко» до яких мали доступ лише свині. Це відповідає спецрозподільникам з товарами в Радянському Союзі, до яких мали доступ лише партійні боси.[26]
- Наполеон як прототип Сталіна. Він брав участь у Французькій революції і сам боровся проти монархії, а згодом став самопроголошеним імператором.[26]
- Назва Колгоспу тварин «Садибою Хутір» відсилає до подій, пов'язаних з аграрним питанням у Російській імперії, яке було однією з головних причин революції 1905–1907 років. У 1906-1914 роках було запроваджено серію змін до регулювання сільськогосподарського сектора Російської імперії спрямованих на ліквідацію проблем і недоліків, породжених попередньою реформою 1861 року у землекористуванні. Це називалося Столипінською реформою, яка безпосередньо пов'язана з революційними подіями 1905 року та невдачами імперського уряду задовільно розв'язати аграрне питання. Столипін,  противник ліберального[27] та соціалістичного[27] рухів, вважав, що ліквідація поміщицького землеволодіння призведе до втрати виробниками товарного хліба, а згодом знову постане проблема малоземельності. Тому він пропонує так званим мирянам[прим. 6] викуповувати поміщицьку землю, і таким чином знищити «"мирську" селянську общину» як додатка до колишньої поміщицької системи. Викуплена селянами земля мала адміністративно поділятися на «хутірські» (ділянки з садибою) і «відрубні» (без садиби; польові) ділянки.[27] Протягом 1907 — 1910 років по всій Російській Імперії виділилися з общини близько 2,5 млн дворів (26% всіх общинників) з 16,9 млн десятин землі, що складало 15% всього общинного землеволодіння.[27] Реформа спричинила ще більшу соціальну диференціацію селянства та різке зростання ненависті до поміщиків. Невирішена аграрна проблема була однією з причин революції 1917 року.
- Зміна Наполеоном гімну "Звірі Англії" на веселу композицію поета-свині Мінімуса. Це речення, в якому описуються два досвіди побудови суспільства, в якому безробіття, голод та експлуатація залишилися б у минулому. Історія такого досвіду представляє дві революції — Французьку і Жовтневу, а тому і їх знакові революційні пісні — Марсельєзу як пісню Французької революції, та Інтернаціонал як пісню більшовицької революції. У 19 столітті Марсельєза стала популярною революційною піснею та піснею свободи серед кількох рухів за свободу. У цьому випадку її текст часто змінювався відповідно до поточних обставин — пісня повторювалася в кожній наступній революції чи повстанні з невеликими змінами імен лиходіїв, героїв та історичних обставин. Пісня також стала популярною робітничою піснею. Лише коли Марсельєза стала офіційним національним гімном Франції в 1870 році, Інтернаціонал замінив її як гімн робітничого руху. Ймовірно, Орвелл вказує саме на цю заміну 1870 року, як і на те, що на 1871 рік також припадає утворення Паризької комуни (це була диктатура пролетаріату).[джерело?]

Фразу про зміну Наполеоном гімну "Звірі Англії" на веселу композицію поета-свині Мінімуса збудовано немов за попередніми шаблонами, коли назву поміщицького типу «Садиба» знову змінено на назву «Колгосп тварин», що також перегукується зі зміною назви Червоної армії з «Робітничо-селянської Червоної Армії» на «Радянська Армія». Крім цього, що стосується революційних пісень, то Орвелл звертає увагу, що національний гімн Франції «Марсельєзу», яку було прийнято у 1795 році (Перша Французька Республіка), було заборонено в 1799 році, — коли він втратив цей статус за Наполеона I. Під час його правління, «Veillons au salut» de l'Empire» був неофіційним гімном режиму.
Оскільки впродовж усього твору рівняння на ідеї Маркса, яких чітко дотримувався Сталін, втілюють образи свиней і свині-Наполеона, а концепт "Звірі Англії" характеризує події в Лондоні 1864 року коли з ініціативи французьких і англійських робітників було засновано асоціацію під назвою Перший Інтернаціонал, а також написану згодом, у 1871 році, однойменну пісню, то це знову чітко відкидає марксизм та все, що з цим пов'язано. Секретаріат робітничого інтернаціоналу, до якого належить і Маркс, знаходився в Лондоні.
«Марсельєза» нерозривно пов’язана з Французькою революцією, «Інтернаціонал» — із зародженням робітничого руху наприкінці 19 століття. І хоча більшовики свідомо підкреслювали ідейну спорідненість з Французькою революцією (що почалася 1789 року у Франції), яку теж називали Великою, і що Жовтнева революція багато в чому відтворювала досвід Французької, проте потрібно враховувати наглядну неоднозначність — в радянській історіографії використовувався термін «Велика французька буржуазна революція» (у відповідності до марксистської теорії). Самі більшовики заявляли, що Французька революція зазнала поразки. Буржуазність Французької революції критикував сам Маркс. Що стосується Французької революції, — вона не знала постулатів марксизму. Текст «Марсельєзи» можна читати як політичний маніфест із значним революційним відтінком. Її текст описує героїчні спроби побудови суспільства з залишеними позаду безробіттям, голодом і експлуатацією в часи, коли Карл Маркс ще не народився.
Текст пісні «Інтернаціонал» відтворює центральні марксистські ідеї з інавгураційної промови Першого Інтернаціоналу та з Комуністичного маніфесту. Російська версія була спочатку перекладена у 1902 році та надрукована в Лондоні в російському емігрантському журналі «Жизнь», мала лише три строфи, засновані на строфах 1, 2 і 6 оригіналу, і рефрен. Після більшовицької революції в Росії текст було дещо переформульовано, щоб позбутися «тепер непотрібних» майбутніх часів — зокрема було змінено приспів (майбутній час було замінено теперішнім, а також було введено присвійний займенник першої особи множини). У 1918 році головний редактор «Известий» Юрій Стеклов звернувся до російських письменників з проханням перекласти три інші строфи, що врешті-решт і сталося.
Інтернаціонал використовувався в Радянському Союзі як державний гімн до 1943 року, до заміни його Сталіном на Гімн Радянського Союзу.
- Ім'я Боксер приурочене Боксерському повстанню (або Рухові Їхетуань, 1899-1901) — так званому повстанню «Духовних кулаків» у Пекіні, яке спричинили наслідки Другої промислової революції у Китаї.
- Святкування між Наполеоном і містером Пілкінгтоном є метафорою Тегеранської конференції 1943 року. Тут комуністичний Радянський Союз сидів разом із країнами, проти капіталістичної системи яких була спрямована Російська революція, зрадивши тим самим свої початкові ідеали.
- Рецепція та критика

Антиутопії закінчуються прямо протилежною ідеєю. Саме тому новела вважається антиутопією. Новела закінчується так само, як і починається, — експлуатацією тварин на фермі під тією ж назвою «Садиба» ("маєток"), що є  попередженням і ще однією рисою, притаманною антиутопії.
|                                                            | «У формі алегорії Джордж Орвелл рішуче і тонко завуальовано викриває зловживання сталінського режиму в Радянському Союзі. Але книгу можна читати і як байку про небезпеки, притаманні будь-якому революційному процесу. Зокрема, Орвелл критикує культ особи вождя, модифікацію минулого офіційною історією, індоктринацію та ідеологічне маніпулювання масами. Таким чином, автор написав глибоко зрозумілу і розчаровану сатиру, яка має слугувати орієнтиром для критики тоталітаризму і суспільств контролю». |
| — Квентін де Геллінк, Колгосп тварин Джорджа Орвела, 2016. | |

Ця новела є застереженням для суспільства і спонукає до боротьби зі страхом, рабською покорою і до контролю за владою, є потужним ударом по "радянському міфу" і по тоталітарній системі.

## Історія написання
Орвелл, бувши за переконаннями соціалістом і членом Незалежної лейбористської партії, критично ставився до Йосипа Сталіна та до керованої з Москви політики комуністичних партій, особливо після участі в громадянській війні в Іспанії, звідки йому довелося тікати від переслідування сталіністів. Із загрозою тоталітаризму в його фашистському, нацистському, а потім і комуністично-радянському різновидах Джордж Орвелл зіткнувся одним із перших людей на Заході. В ту пору в Європі і США довгий час зворушливо називали Сталіна «Дядечком Джо», а в інтелектуальних колах багато європейських інтелектуалів, серед котрих Ромен Роллан чи Бернард Шоу, Герберт Веллс, ще у 1930‑х роках створили стійкий позитивний образ Сталіна. Коли в Іспанії спалахнула громадянська війна, Орвелл разом із дружиною поїхав боротися на боці тамтешнього уряду, і ці шість місяців його участі у війні документально зафіксовано в книжці «Homage to Catalonia» («Данина Каталонії», 1938). В Іспанії Орвел вступив у популярнішу за місцевих комуністів Робітничу партію марксистського єдності, лідери якої різко критикували політичні переслідування в СРСР і симпатизували Льву Троцькому, ворогові Сталіна. У 1936 році разом з військовою допомогою республіканцям, які боролися проти фашистського режиму генерала Франко, на Піренеї прибули й агенти радянських спецслужб, які за два роки повністю винищили партактив Робітничої партії марксистського об'єднання.
На Піренейському півострові він на власні очі побачив, що таке сталінізм, коли у середині 1937 року комуністи здобули контроль (чи частковий контроль) над іспанським урядом і почалося переслідування троцькістів. Орвелл разом з дружиною зазнав переслідувань, багато його друзів були розстріляні, інші провели довгі періоди ув'язнення або просто зникли. Ці переслідування в Іспанії йшли пліч-о-пліч з великими чистками в СРСР і були лише їх відлунням. «Увесь цей досвід був для мене цінною наукою: він показав мені, як легко тоталітарній пропаганді керувати думкою освічених верств у демократичних країнах». Саме події в Іспанії та досвід програної війни у Іспанії стали поштовхом до написання цього твору — як писав автор, саме тоді він «збагнув, ясніше як до того, — негативний вплив Совітського міту на західній соціялістичний рух». Орвелл був впевнений, що знищення радянського міфу є необхідною передумовою відродження західного соціалістичного руху:
|  | «Мені незвичайно залежить на тому, щоб люди на Заході Європи побачили радянський режим таким, яким він є. Більш-менш від 1930 року я не бачу жодної ознаки, що СРСР справді рухається в напрямку чогось, що можна було б обґрунтовано назвати соціалізмом, однак я помічаю дуже багато ознак, що СРСР перетворився на ієрархічне суспільство, де володарі мають не більше причин відректися від влади, ніж який-небудь інший панівний клас». «Назагал робітники та інтелігенти в такій країні, як Англія, не розуміють, що СРСР сьогодні зовсім інший, ніж у 1917 році, частково тому, що не хочуть цього зрозуміти (бо хочуть вірити, що насправді соціалістична країна десь таки існує)...» |

Згодом, у передмові до видання 1947 року Джордж Орвелл згадував:
|  | «Одного разу (я жив тоді в маленькому селі) я побачив хлопчика років десяти, який правив конем, запряженим у величезний віз, і бив його батогом щоразу, коли той намагався звернути з вузького шляху. Мені спало на думку, що, якби коні знали про свою силу, ми би не мали над ними влади і що взагалі люди експлуатують тварин, як багатії експлуатують пролетаріат». |

Автор зізнається, що головні нариси чітко вимальовувалися в його уяві ще за шість років до їхнього літературного оформлення. Орвелл «взявся перекладати теорію Маркса на мову тваринячих понять», але написання самого твору відклав до 1943 року, оскільки, за словами автора, до цього він був постійно зайнятий іншою роботою. В есе–рецензії на «Mein Kampf» 1943 року Джордж Орвелл чи не вперше порівняв Гітлера і Сталіна.
19 березня 1944 року Орвелл написав Віктору Голланцу, що володів авторськими правами на його твори:
|  | «Я закінчив маленьку казку на 30 тисяч слів з політичним змістом. Але переконаний, що Ви її не надрукуєте. Вона зовсім неприйнятна для Вас з політичної точки зору: вона антисталінська». |

Голланц та декілька інших видавців відмовились друкувати «Колгосп тварин», а Кепп, якому твір сподобався, надіслав його до Міністерства інформації, але там обурились «політичною безтактовністю» автора. Джордж Орвелл передав рукопис великій фірмі «Фабер і Фабер», і директор цього видавництва Т. С. Еліот, консервативний теолог і письменник, дав суперечливу оцінку: з одного боку, він вважав твір «шедевром майже на рівні Свіфта», а з другого, оцінив його як «занадто правий».
Зрештою рукопис потрапив до видавництва «Секкер і Ярбург» (Secker & Warburg), і його голова, Фред Ярбург, зголосився надрукувати твір у липні 1944 року, а перший наклад потрапив до крамниць у серпні 1945-го, майже через 4 місяці після капітуляції нацистів. Під час виходу книги Орвелла попрохали не писати до газети «Трибьюн», в якій він працював, оскільки побоювались, що скандал навколо видання завадить виборчій кампанії лейбористів. Однак рецензії були схвальними, а комерційний успіх величезний. Фред Ярбург, який єдиний не побоявся ризикнути, пожиттєво зберіг за собою авторські права на «Колгосп тварин». Нібито всі видання Secker & Warburg і Penguin містять суфікс «A Fairy Story», а американські версії — ні.
Найджел Коллі описав вплив Голодомору та його заперечення Волтером Дюранті у статті, присвяченій «Колгоспу тварин». На його думку, фермер «пан Джонс», названий на честь британського журналіста Ґарета Джоунса, який був один зі жмені західних репортерів, що особисто здобули свідчення про Голодомор 30-х років в Україні та сталінські репресії в СРСР, і першим під власним іменем оприлюднив повідомлення про Голодомор в західній пресі. Про трагічну Джонсову долю Орвел згадує у «Данині Каталонії», де згадує про одного з агентів радянських спецслужб — журналіста вбили 1935 року далеко від рідного Уельсу, в Китаї, за обставин, які досі викликають чимало запитань. Тож, Джордж Орвелл чудово знав, на що здатні господарі Кремля та їхні прислужники.
Голос Орвелла залишався майже самотнім і малопочутим іще кілька років після Другої світової війни, аж коли на початку 1950-х, ті, хто раніше відмахувався від застережень прозаїка, почали використовувати його «Колгосп тварин» в інформаційних кампаніях під час холодної війни проти Радянського Союзу.

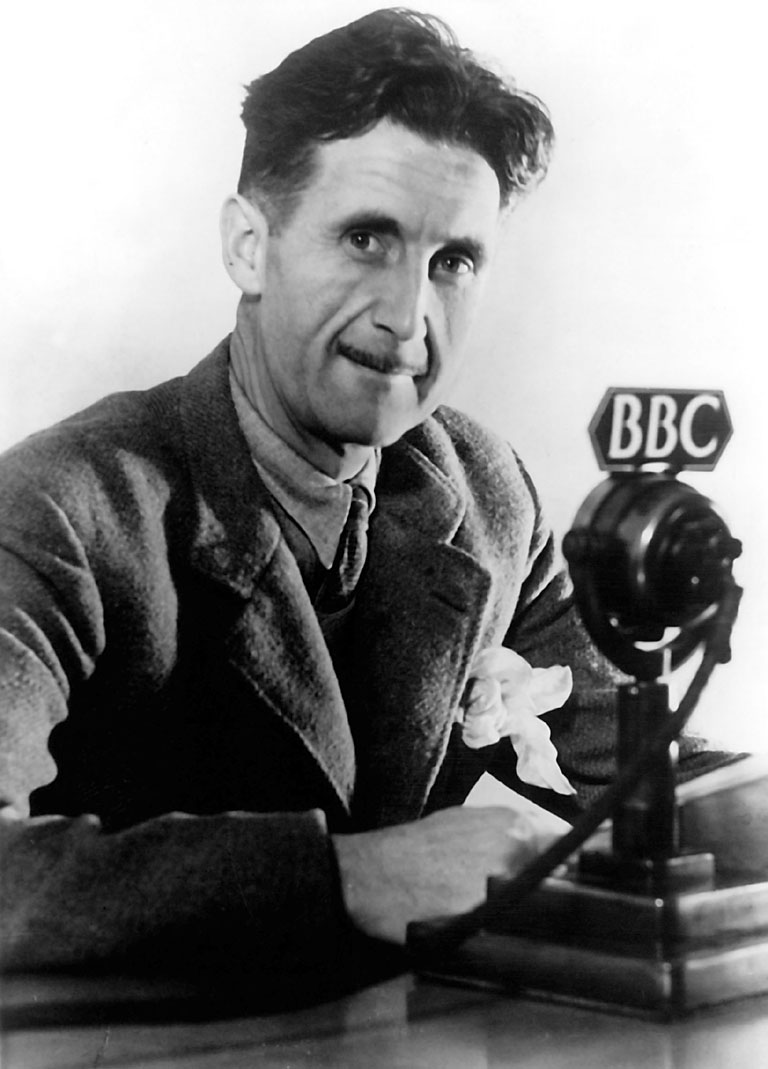
Джордж Орвелл сам написав передмову для українського перекладу.
Андреа Халупа каже, що українці наголошували Орвеллу, що його особисте пояснення сприяло би розбудові довіри людей, які на власному досвіді бачили, що протистояння ідей може супроводжуватися брехнею і, навіть, кривавим насильством. (Дослідження Андреї Халупи вийшло не на папері, а у вигляді електронної книги.)
(фото 1940 року)

Голова іноземної комісії спілки радянських письменників Михайло Аплетін через декілька років після виходу книги, напише у біографічній довідці на Орвелла: «Автор наймерзеннішої книги про Радянський Союз за час з 1917 по 1944 роки».
На території колишнього СРСР творчість Орвелла стала відома читачеві з 1988 року, коли в журналах було опубліковано «Ферму тварин» («Скотоферму»), а також його роман-антиутопію «1984». Тобто, декілька есе Орвелла були надруковані окремо в журнальних варіантах в часи горбачовської перебудови.

## Українські переклади

### Перше українське видання
Перше видання українською мовою водночас було другим перекладом (першим був німецький переклад) повісті іншою мовою. Його зробив Іван Чернятинський, а видало 1947 року видавництво «Прометей» у Мюнхені (за іншою інформацією в Ной-Ульмі). Український варіант роману-антиутопії був адресований тисячам українських «переміщених осіб», що після закінчення Другої світової війни опинилися на території окупованої Німеччини. У книзі Г. Костюка «Зустрічі і прощання» описано історію першого українського перекладу роману Орвелла «Animal Farm: A Fairy Story». Під псевдонімом «Іван Чернятинський» ховався Ігор Шевченко, який в майбутньому стане вченим-візантиністом, головою Міжнародної асоціації візантиністів, почесним головою Української Академії Мистецтв та Наук в США, професором Гарвардського університету. Саме йому належить ідея перекладу й саме він запропонував Дж. Орвеллу написати передмову до українського видання. Орвелл погодився, і звернувся до читача з такими унікальними словами:
|  | «Я отримав прохання написати передмову для перекладу «Animal Farm» українською мовою. Я добре свідомий того, що пишу для читачів, про яких нічого не знаю, та й вони, мабуть, ніколи не мали нагоди довідатись про мене. Від мене, мабуть, чекають, щоб я розповів у цій передмові, як виник мій «Колгосп Тварин». Перед цим мені доведеться сказати дещо про себе та про події, що крізь них я дійшов до моїх політичних поглядів». |

В передмові до українського видання Орвелл і наголосив:
|  | «...щоб люди на заході Европи побачили совєтський режим таким, яким він є... Назагал робітники та інтеліґенти у країні такій як Англія не розуміють, що СССР сьогодні зовсім інший як у 1917 році частково тому, що не хочуть цього зрозуміти (себто тому, що хочуть вірити, що насправді соціялістична країна десь таки існує) ...». |

Відмовившись від гонорарів, до того ж Дж. Орвелл сам сплатив кошти за український наклад.
Джордж Орвелл завжди мав загострене прагнення до справедливості і вважав існування привілейованих класів злом, а у передмові пояснював українським читачам, що в Англії також існують привілеї, які доступні вузькому класу людей, але зауважував:
|  | «...з іншого боку, це країна, де люди вже живуть сотні років укупі і не знають громадянської війни, де закони відносно справедливі, а вісткам і статистикам можна порівнюючи йняти віри, і, нарешті, — де мати опозиційні погляди та висловлювати їх прилюдно не зв'язане з небезпекою». |

З листування видавців стало відомо, що близько 1500 примірників видання роману було конфісковано американською окупаційною владою в Мюнхені та за угодою передано радянській окупаційній адміністрації. Намагалися конфіскувати п'ятитисячний наклад, вважаючи видання пропагандою, але завдяки винахідливості біженців книг уціліло досить, щоб вони дійшли до читачів і навіть стали частиною навчальних програм для українських дітей у табірних школах. Такий примірник «Колгоспу тварин» має також Британська бібліотека у Лондоні, яка володіє однією з найповніших колекцій українських книг у світі.
|                                                              | «Звичайно, цю книгу я задумував насамперед як сатиру на російську революцію. Але, на мою думку, було ширше застосування, оскільки я хотів показати, що такого роду революція (насильницька революція, здійснена як змова людей, які не усвідомлюють, що вони жадібні влади) може призвести лише до зміни хазяїв. Мораль, на мій погляд, полягає в тому, що революції призводять до радикального покращення лише тоді, коли маси будуть пильними і знають, як звільнити своїх лідерів, щойно вони виконають свою роботу. Поворотним моментом у повісті є момент, коли свині залишають собі молоко і яблука (Кронштадт). Якби іншим тваринам вистачило здорового глузду покласти цьому край, усе б пройшло добре. Якщо люди вірять, що я захищаю статус-кво, це, на мою думку, тому, що вони стали песимістами і заздалегідь визнають, що єдина альтернатива — це між диктатурою та капіталізмом laissez faire. У випадку з троцькістами є особлива складність: вони почуваються винними за те, що відбувається в СРСР приблизно з 1926 року, і вони змушені припустити, що з цього дня відбулося раптове виродження. Я вважаю, навпаки, що весь цей процес можна передбачити — і його передбачила невелика кількість людей, наприклад, Бертран Расселл, — від самої природи більшовицької партії. Я просто намагався сказати: «Ви не можете зробити революцію, якщо ви не зробите її самостійно; доброзичливої диктатури не існує». |
| — Джордж Оруелл, «Лист до Дуайта Макдональда». 5 грудня 1946 | |

### Список українських видань
Станом на 2021 рік існує 7 повних перекладів книги «Колгосп тварин» українською мовою. Найстарішим українськомовним перекладом Колгоспу тварин є переклад Ігоря Шевченка (під псевдонімом Іван Чернятинський), зроблений у 1947 році для мюнхенського видавництва Прометей. Ігор Шевченко вирішив відійти від дослівного перекладу назви і замість слова «ферма» використав слово «колгосп».
В період 1980-х — початку 1990-х років з'явилося ще кілька перекладів: 
 — у 1984 році був опублікований переклад Ірини Дибко, який був присвячений, як зазначалося на титульній сторінці, жертвам Голодомору в Україні. Переклад був опублікований під назвою «Хутір тварин» на північноамериканському континенті видавництвом «Смолоскип». Згідно з передмовою до цього перекладу, написаною Романом Кухарем, перекладачкою було змінено імена усіх героїв твору (містера Джонса замінено на Романова; кнура Наполеона на Вісарйонова, його псів-охоронців названо Белов, Джесов і Пінков; кнур Сніжок став Давидовичем; кінь Боксер — Добриловим, віслюк Бенжамін — Молчазніков, коза Мюріел названа Муркою, кобила Моллі — Мілочкою, і тд), а дію твору перенесено з Англії у Волгоград.
 — у 1991 році був опублікований переклад Юрія Шевчука під назвою «Ферма “Рай для тварин”», що вийшов у журналі «Всесвіт». Повний прозовий переклад казки здійснив Юрій Шевчук, поетичні частини твору переклав Олександр Гриценко.
 — у 1991 році був опублікований ще один переклад, але вже як книжкове видання, в якому твір Орвелла було надруковано поруч із романом Артура Кестлера «Ніч ополудні». Перекладачем було зазначено О. Дроздовського.
 — у 1992 році в журналі «Вітчизна» (№ 3, 1992) був опублікований ще один переклад під назвою «Скотохутір». Ім'я перекладача не було вказано, передмова до перекладу була написана Наталією Околітенко. Пізніше з'ясувалося, що Наталя Околітенко не лише написала передмову, а й виконала сам переклад повісті (на жаль, з російської, а не з англійської, що суттєво вплинуло на якість перекладу).
Згідно з даними Ольги Лучук, дослідниці українських перекладів Орвелла, найбільше перекладів книги українською з'явилося у період відновлення незалежності України 1991—1992 роках:
|  | «Ігор Шевченко не був єдиним, хто переклав твір Джорджа Орвелла «Animal Farm» українською мовою. У 1980-х — на початку 1990-х років з'явилося ще кілька перекладів. Один із них — явно експериментальний, а саме: «вільний переклад» Ірини Дибко під назвою «Хутір тварин», що вийшов друком 1984 року і був присвячений, як зазначалося на титульній сторінці, жертвам голодомору в Україні. Два переклади української мовою з'явилися 1991 року: один із них під назвою «Ферма „Рай для тварин“» (у перекладі Юрія Шевчука) вийшов друком у журналі «Всесвіт», інший — це книжкове видання, в якому твір Орвелла під назвою «Скотоферма» надруковано поруч із романом Артура Кестлера «Ніч ополудні». Перекладачем Орвелла у цьому виданні зазначено О.Дроздовського. Наступного року в журналі «Вітчизна» з'явився ще один переклад твору Орвелла під назвою «Скотохутір». Ім'я перекладача не було зазначено; передмову до публікації цього перекладу написала Наталія Околітенко. |

Хронологічний порядок публікації книги
1. Оруел, Ґеорґ (1947). Колгосп тварин. З анґл. мови переклав: Іван Чернятинський. Мюнхен: Прометей. 91 стор. {{cite book}}: стрип-маркер templatestyles в |інші= на позиції 3 (довідка) (Chtyvo, "Ізборник" [Архівовано 1 січня 2015 у Wayback Machine.])
2. Орвел, Джордж (1984). Хутір тварин. "Бібліотека «Смолоскипа»"; ч. 49. Вільний переклад з англ.: Ірина Дибко. Балтімор: Смолоскип. 98 стор. ISBN 0-914834-53-3. {{cite book}}: стрип-маркер templatestyles в |інші= на позиції 20 (довідка) (Chtyvo)
3. Орвел, Джордж (1991). Ферма «Рай для тварин»: небилиця. Переклад з англ.: Юрій Шевчук. Київ: журнал «Всесвіт». №1 за 1991, стор. 75-112. {{cite book}}: стрип-маркер templatestyles в |інші= на позиції 12 (довідка) (Chtyvo)
4. ** (передрук) Орвелл, Джордж (2015). Колгосп тварин. Переклад з англ.: Юрій Шевчук. Київ: Видавництво Жупанського. 120 стор. ISBN 978-966-235-560-4. {{cite book}}: стрип-маркер templatestyles в |інші= на позиції 12 (довідка)
5. Орвелл, Джордж. (1991) Скотоферма // Орвелл. Дж., Кестлер, А. Ніч ополудні. Скотоферма. Пер. з англ.: О. Дроздовський; Віталій Бендер. Київ: Заповіт. 272 стор. ISBN 5-7707-1046-2. {{cite book}}: стрип-маркер templatestyles в |інші= на позиції 1 (довідка) (Chtyvo)
6. Оруелл, Джордж. Скотохутір: казка. Переклад з рос.: Наталя Околітенко. Київ: Вітчизна. №1 за 1991, стор. 38-72. {{cite book}}: стрип-маркер templatestyles в |інші= на позиції 12 (довідка) (Chtyvo)
7. Орвелл, Джордж (2021). Колгосп тварин. Переклад з англ.: Богдана Носенок. Харків: Фоліо. 160 стор. ISBN 978-966-03-9706-4. {{cite book}}: стрип-маркер templatestyles в |інші= на позиції 12 (довідка)[55] (з твердою палітуркою: ISBN 978-966-03-9705-7)[56]
8. Орвелл, Джордж (2021). Колгосп тварин. Переклад з англ.: В'ячеслав Стельмах. Київ: BookChef. 128 стор. ISBN 978-966-993-392-8. {{cite book}}: стрип-маркер templatestyles в |інші= на позиції 12 (довідка)[57] (з твердою палітуркою: ISBN 978-966-993-705-6)

## Сценічні адаптації
- У Великій Британії в 1954 році режисери Джой Батчелор і Джон Халас зняли мультфільм «Звіроферма», до якого зроблено український переклад.
- У 1977 році гурт Pink Floyd випустив за мотивами повісті альбом «Animals».
- У 2014 році Олексій Дроздовський написав п'єсу на дві дії «Ското-хутір», в основу якої лягла книжка Орвелла «Колгосп тварин»[58].

## Деталізація джерел
1. ↑  https://altamontenterprise.com/opinion/columns/field-notes/09212023/imagine-boot-stamping-human-face-ever
2. 1 2  Meija, Jay (26 серпня 2002). Animal Farm: A Beast Fable for Our Beastly Times. Literary Kicks. Процитовано 16 лютого 2019.
3. ↑  Bynum, Helen (2012). Spitting Blood: The History of Tuberculosis. Oxford University Press. с. xiii. ISBN 978-0-19954205-5.
4. ↑  12 Things You May Not Know About Animal Farm. Metro. 17 серпня 2015. Процитовано 16 серпня 2018.
5. ↑  GCSE English Literature – Animal Farm – historical context (pt 1/3). BBC. Архів оригіналу за 3 січня 2012.
6. 1 2  Orwell, George (2014). Why I Write. Penguin Books Limited. ISBN 978-0-14-198060-7 (стор.: 8, 23)
7. 1 2 3 4 5  Антиутопии XX века: Евгений Замятин, Олдос Хаксли, Джордж Оруэлл. — М.: Книжная палата, 1989. — С. 328.(рос.)
8. 1 2 3 4 5  Оруел Джордж // Українська мала енциклопедія : 16 кн. : у 8 т. / проф. Є. Онацький. — Буенос-Айрес, 1962. — Т. 5, кн. X : Літери Ол — Пер. — С. 1244-1245. — 1000 екз.
9. ↑  Bowker, Gordon (2013). George Orwell. Little, Brown Book Group. ISBN 978-1-4055-2805-4. (стор.: 235)
10. 1 2 3  Davison, Peter (2000). «George Orwell: Animal Farm: A Fairy Story — 'A Note on the Text'». England: Penguin Books.
11. ↑  Оруелл Джордж // Зарубіжні письменники : енциклопедичний довідник : у 2 т. / за ред. Н. Михальської та Б. Щавурського. — Тернопіль : Навчальна книга — Богдан, 2006. — Л — Я. — С. 300. — ISBN 966-692-744-6. (стор.: 301)
12. ↑  «Animal Farm: Sixty Years On». History Today. Archived from the original on 8 November 2017.
13. ↑  Dickstein, Morris (2007). «Animal Farm: History as fable». In Rodden, John (ed.). The Cambridge Companion to George Orwell. Cambridge University Press. pp. 133–45. ISBN 978-0-521-67507-9.
14. ↑  Grossman, Lev (2005). «The Complete List / TIME Magazine — ALL-TIME 100 Novels». TIME magazine
15. ↑  Newsweek's Top 100 Books — список 100 найкращих книг усіх часів журналу Ньюсвік [Архівовано 6 січня 2015 у Wayback Machine.] (англ.)
16. ↑  «15 класичних науково-фантастичних й фантастичних романів, які видавці відкинули» (англ.) . Архів оригіналу за 4 березня 2018. Процитовано 4 березня 2018.
17. ↑  «Кращі науково-фантастичні та фантастичні романи всіх часів» - «Телеграф» (англ.) . Архів оригіналу за 5 березня 2018. Процитовано 4 березня 2018.
18. ↑  «Кращі науково-фантастичні книги всіх часів» від Кеті Еденс (англ.). Архів оригіналу за 4 березня 2018. Процитовано 4 березня 2018.
19. ↑  «Топ-100 науково-фантастичних й фантастичних книг NPR» (англ.). Архів оригіналу за 4 березня 2018. Процитовано 4 березня 2018.
20. 1 2  Ревук Ю. Соціальний зміст повісті Джорджа Оруелла Ферма Рай для тварин / Уманський державний університет ім. Павла Тичини dspace.edu.ua Доступ
21. 1 2  Lombardero, Pablo Folgueira (2017). «Animal Farm (Rebelión en la Granja) como recurso para la enseñanza de la Historia en cuarto curso de Educación Secundaria dentro de un programa bilingüe.». Clío: History and History Teaching. (43 (Coors. monográfico: Francisco Javier Trigueros y Jesús Molina (Universidad de Murcia))): 18. ISSN 1139-6237
22. 1 2  Петро Кралюк. «Сталінський томос» для Російської православної церкви 1943 року: як Сталін реанімував РПЦ і підпорядкував її собі | 06 листопада 2023 | radiosvoboda.org
23. ↑  Як Сталін перетворив РПЦ на агентуру НКВС.| 07.11.2018 | ukrinform.ua
24. 1 2  Оруел Ґ. Колгосп тварин: казка. 1947. Перекл. з англ. І. Чернятинського; Обкл.: М. Григоріїв. Мюнхен: Вид-во «Прометей»
25. ↑  Мигальчинська В.М. Від утопії до антиутопії. Сатирична повість – притча Д. Орвелла «Звіроферма» як алегорія революції 1917 року та наступних подій в Росії // часопис "Зарубіжна література в школах України". — 7 листопада 2012. Архівовано з джерела 3 червня 2016. Процитовано 2017-09-01.
26. 1 2 3 4  Зарубіжна література. Рівень стандарту: підручник для 11 класу закладів загальної середньої освіти / Ю.І. Ковбасенко. — Київ: Літера ЛТД, 2019. — 256 с.: іл. ISBN 978-966-945-075-3 (стор.: 123-124)
27. 1 2 3 4  Енциклопедія українознавства. Словникова частина (ЕУ-II). — Париж, Нью-Йорк, 1976.  — Т. 8. — С. 3062-3076. //Енциклопедія українознавства: Словникова частина: [в 11 т.] / Наукове товариство імені Шевченка; гол. ред. проф., д-р Володимир Кубійович. — Париж — Нью-Йорк: Молоде життя, 1955—1995. (перегляньте: Столипін Петро та Столипінська реформа. Доступ: http://izbornyk.org.ua/encycl/euii236.htm)
28. ↑  A. V. Lunacharskiy (ред.). The International (in Russian). Fundamental'naya Elektronnaya Biblioteka.
29. ↑  Наталья Тузовская. «Марсельеза» пережила «Интернационал» | 05 ноября 2007 | Русская служба Би-би-си (рос.)
30. ↑  De Ghellinck, Quentin. Ferme des animaux de George Orwell. - Profil-Litteraire.fr, 2016. 10 ISBN 2806273765 / 13 ISBN 9782806273765
31. ↑  «Why I Write» (1936) (The Collected Essays, Journalism and Letters of George Orwell Volume 1 — An Age Like This 1945—1950 p.23 (Penguin)) (англ.)
32. ↑  Данина Каталонії
33. 1 2 3 4 5 6 7 8 9 10 11 12 13 14  Богдан Цюпин. Animal Planet. Антикомуністичний соціаліст Джордж Орвелл та його подарунок українцям — Український тиждень, 4 листопада, 2012 р. [Архівовано 6 листопада 2012 у Wayback Machine.] (Перевірено 21 листопада 2012)
34. 1 2 3 4 5 6  Колгосп і Орвелл: книга "Колгосп тварин" — була вперше перекладена для українських біженців у Європі 70 років тому. nv.ua 24 лютого 2016
35. ↑  Міляновська Н.Р. Зарубіжна література. Рівень стандарту: підручник для 11 класу закладів загальної середньої освіти — Тернопіль: Астон, 2019. — 256 с.: іл. ISBN 978-966-308-757-3 (стор.: 147)
36. ↑  Передмова автора до українського видання. Архів оригіналу за 21 вересня 2019. Процитовано 18 вересня 2019.
37. 1 2  Передмова автора до українського видання. Архів оригіналу за 1 січня 2015. Процитовано 22 березня 2010.
38. ↑  Творчість Джорджа Орвелла та «Колгосп тварин» в Енциклопедії наукової фантастики під редакцією Пітера Нікколса, Джона Клюта та Дейва Ленгфорда [Архівовано 16 березня 2018 у Wayback Machine.]
39. 1 2 3 4  Andrea Chalupa. How 'Animal Farm' Gave Hope to Stalin's Refugees [Архівовано 4 травня 2012 у Wayback Machine.] (англ.) (Перевірено 23 липня 2012)
40. ↑  «Колгосп тварин» у міжнародній базі фантастики «The Internet Speculative Fiction Database» [Архівовано 4 березня 2018 у Wayback Machine.]
41. ↑  Was Gareth Jones's surname behind George Orwell's naming of ‘Farmer Jones' in Animal Farm? [Архівовано 16 липня 2011 у Wayback Machine.] (Перевірено 23 липня 2012)
42. 1 2 3 4 5 6 7 8 9 10 11 12  «Українському перекладу „Колгоспу тварин“ Орвелла — 65 років» — ВВС Україна, 23 липня, 2012 p. [Архівовано 26 липня 2012 у Wayback Machine.] (Перевірено 23 липня 2012)
43. ↑  Кадоб'янська Н.М. Зарубіжна література. Рівень стандарту: підруч. для 11 кл. закладів загальної середньої освіти / Н.М. Кадоб'янська, Л.М. Удовиченко. — Х.: ТОВ «СИЦИЯ», 2019. — 256 с.: іл. ISBN 978-617-7205-92-9. (стор.: 147)
44. ↑  Віктор Разживін. Перемога звичних людських цінностей над політичними переконаннями за романом Джорджа Орвелла «Нехай квітне Апісидра» / Актуальнi питання гуманiтарних наук. Вип 52, том 2, 2022. ISSN 2308-4855 (Print), ISSN 2308-4863 (Online). DOI https://doi.org/10.24919/2308-4863/52-2-21
45. ↑  Архівована копія. Архів оригіналу за 4 листопада 2020. Процитовано 20 грудня 2019.{{cite web}}:  Обслуговування CS1: Сторінки з текстом «archived copy» як значення параметру title (посилання)
46. 1 2 3  Дмитро Дроздовський: «Мандри» Ґ. Оруела до українського «Колгоспу тварин». — «ЛітАкцент», 15 травня 2009 [Архівовано 6 квітня 2014 у Wayback Machine.] (Перевірено 23 липня 2012)
47. ↑  Okeanos: Essays presented to Ihor Ševčenko on his Sixtieth Birthday by his Colleagues and Students, ed. by Cyril Mango and Omeljan Pritsak // Harvard Ukrainian Studies 7 (1983), р. 8. (англ.)
48. ↑  Оруел, Ґ., 1947, с. 7-12.
49. ↑  Орвелл, Джордж. Колгосп тварин. Передмова до українського видання / пер. з англ.  Івана Чернятинського // Всесвіт. — 1991. — № 1. — С. 77–81.
50. ↑  Як американці конфіскували український переклад Орвелла — BBC Україна, 18 січня 2018
51. ↑  В Écrits politiques (1928-1949). Sur le socialisme, les intellectuels & la démocratie, переклад Бернарда Хепфнера (Bernard Hœpffner), Agone, 2009, p. 346-347. ISBN 9782748900842
52. ↑  Ольга Лучук (2013). Ігор Шевченко і Джордж Орвелл: історія одного перекладу (До 90-річчя від дня народження Ігоря Шевченка і 65-річчя публікації першого українського перекладу «Колгоспу тварин») // Наукові записки Національного університету «Острозька академія»: Історичні науки., Вип. 21. стор. 127—131.
53. ↑  Янко Н.А. Деякі особливості відтворення в українському перекладі прагматики казки Дж. Орвелла «Animal Farm» // Проблеми зіставної семантики. 2009. Вип. 9 [недоступне посилання з 01.01.2017]
54. ↑  Лучук, Ольга (2012.). Animal Farm Джорджа Орвелла в українській перекладній літературі (PDF). Вісник Львівського університету. Міжнародні відносини (30): 382—395. Архів (PDF) оригіналу за 1 вересня 2017.
55. ↑  Джордж Орвелл - Колгосп тварин (українськомовний переклад Богдани Носенока; м'яка палітурка) [Архівовано 1 серпня 2021 у Wayback Machine.]. folio.com.ua. 2021
56. ↑  Джордж Орвелл - Колгосп тварин (українськомовний переклад Богдани Носенока; тверда палітурка) [Архівовано 1 серпня 2021 у Wayback Machine.]. folio.com.ua. 2021
57. ↑  Колгосп тварин [Архівовано 1 серпня 2021 у Wayback Machine.]. bookchef.ua. 2021
58. ↑  Олексій Дроздовський. Ското-Хутір. П'єса на дві дії за мотивами притчі Дж. Орвелла // Ukrcenter.com. Архів оригіналу за 28 листопада 2020. Процитовано 21 червня 2022.

## Додаткова література
- Andrea Chalupa. Orwell and the Refugees: The Untold Story of Animal Farm.. Amazon Digital Services. 71 pages. 2012 (kindle edition) (англ.)
  - (пер. укр.) Андреа Чалупа. Орвелл та біженці: Невідома історія «Колгоспу тварин». Пер. з англ.: Ірина Вушко, Маршал Комінс. Київ: Вид. Жупанського. 2015. 95 стор. ISBN 978-966-2355-64-2